# Per incuriam
Per incuriam – zarzut, który można podnieść w sytuacji, gdy sąd wydając precedensowy wyrok nie wspominał w ogóle w treści uzasadnienia o wiążącym go precedensie lub ustawie. W konsekwencji podniesienie tego zarzutu zmierza do wykazania, że dany precedens nie może być z tych powodów uznawany za prawnie wiążący.